# Merrydale
Merrydale es un lugar designado por el censo ubicado en la parroquia de East Baton Rouge en el estado estadounidense de Luisiana. En el Censo de 2010 tenía una población de 9772 habitantes y una densidad poblacional de 889,86 personas por km².

## Geografía
Merrydale se encuentra ubicado en las coordenadas 30°29′59″N 91°6′29″O / 30.49972, -91.10806. Según la Oficina del Censo de los Estados Unidos, Merrydale tiene una superficie total de 10.98 km², de la cual 10.98 km² corresponden a tierra firme y (0%) 0 km² es agua.

## Demografía
Según el censo de 2010, había 9772 personas residiendo en Merrydale. La densidad de población era de 889,86 hab./km². De los 9772 habitantes, Merrydale estaba compuesto por el 4.58% blancos, el 93.83% eran afroamericanos, el 0.18% eran amerindios, el 0.12% eran asiáticos, el 0% eran isleños del Pacífico, el 0.56% eran de otras razas y el 0.72% pertenecían a dos o más razas. Del total de la población el 1.45% eran hispanos o latinos de cualquier raza.